# Michael Berry (physicien)
Pour les articles homonymes, voir Berry (homonymie) et Michael Berry.
Sir Michael Victor Berry, né le 14 mars 1941 dans le Surrey, est un physicien théoricien britannique.

## Biographie
Michael Berry est professeur à l'université de Bristol depuis 1967. Il est élu membre de la Royal Society, le 18 mars 1982 et membre de la Royal Society of Edinburgh en 2005.
Il est notamment reconnu pour ses travaux sur les phases géométriques, qui sont parfois appelées "phases de Berry".

## Prix et distinctions
En 1994, il a reçu le premier prix « Science pour l'art », décerné par le groupe LVMH.
Il a été fait chevalier en 1996.
Il a reçu le prix Wolf de physique en 1998, la médaille Lorentz en 2014 et la médaille Moyal en 2016.